# Список глав манги «Наруто» (I часть)
Манга «Наруто», созданная Масаси Кисимото, еженедельно выходит в японском журнале Weekly Shonen Jump. С 1999 года, когда была опубликована первая глава манги на 2012 год вышло более шестисот глав.
Примерно раз в два месяца издательство «Shueisha» объединяет главы в тома (т. н. «танкобоны») и публикует в виде отдельных книг. Выход «юбилейного» 50 тома состоялся 4 марта 2010 года. «Наруто» выпускается издательствами многих стран мира. Правами на публикацию в США владеет компания Viz Media. В России манга была лицензирована в 2008 году: «Эксмо» и «Комикс-Арт» официально заявили о приобретении прав. Выход первого тома на русском языке состоялся 28 ноября 2008 года.
Действие сюжета произведения разворачивается в двух временных промежутках: первом, описанном в двадцати семи томах и втором, начинающемся с 245 главы и повествующем о жизни персонажей спустя два с половиной года после окончания сюжетной линии первой части. Последние шесть глав 27 тома (с 239 по 244) носят общее подназвание «Хроники Какаси» (яп. カカシ外伝 Какаси гайдэн) и рассказывают о детстве одного из главных героев манги, Какаси Хатакэ.
Показ аниме-адаптации первой части манги производства компании «Studio Pierrot» начался на телеканале «TV Tokyo» 3 октября 2002 года и продолжался вплоть до 8 февраля 2007 года, после чего через неделю началась трансляция адаптации второй части манги.

## Список глав
Для томов, выпущенных издательствами «Эксмо» и «Комикс-Арт» даны их официальные русскоязычные названия, для ещё не выпущенных — дословный перевод оригинального названия.

### Тома 1-10
| № | Заглавие                                                          | На японском языке                      | На русском языке                             |
| --- | ----------------------------------------------------------------- | -------------------------------------- | -------------------------------------------- |
| 1 | Наруто Удзумаки (яп. うずまきナルト!!)                            | 3 марта 2000 года ISBN 4-08-872840-7   | 28 ноября 2008 года ISBN 978-5-699-34517-5   |
| Персонаж на обложке: Наруто Удзумаки Главы: - 1. Удзумаки Наруто!! (яп. うずまきナルト!!) - 2. Конохамару!! (яп. 木ノ葉丸!!) - 3. Утиха Саскэ!! (яп. うちはサスケ Утиха Сасукэ) - 4. Хатакэ Какаси!! (яп. はたけカカシ!!) - 5. Невнимательность — твой злейший враг!! (яп. 油断大敵!! Юдан тайтэки!!) - 6. Только не Саскэ…!! (яп. サスケ君に限って…!! Сасукэ-кун ни кагиттэ…!!) - 7. Решение Какаси!! (яп. カカシの結論!! Какаси но кэцурон!!) |                                                                   |                                        |                                              |
| В начале тома рассказывается предыстория основных событий манги: за несколько лет до их начала на Коноху, деревню синоби, нападает Девятихвостый Демон-Лис, и тогдашний лидер селения, Четвёртый Хокагэ, вынужден пожертвовать собой, чтобы заключить дух зверя в своём новорождённом сыне Наруто. Вернувшийся к исполнению обязанности лидера Третий Хокагэ издаёт указ, согласно которому ни один из свидетелей не должен никому, в том числе самому Наруто, рассказывать правду о произошедшем. Следом начинается основное повествование: 12-летний сирота Наруто Удзумаки безуспешно пытается пройти итоговое испытание в Академии ниндзя в виде создания клона его сэнсэя, Ируки Умино. Другой преподаватель, Мидзуки, подговаривает мальчика украсть секретный свиток, содержащий знания о множестве запрещённых дзюцу, чтобы затем присвоить его себе, а самого Удзумаки убить. В последний момент Наруто удаётся остановить Мидзуки, изучив технику клонов-теней, после чего Ирука ставит ему зачёт. Таким образом он заканчивает Академию и как другие выпускники получает звание гэнина, после чего знакомится с Конохамару, внуком Третьего Хокагэ, становясь тому старшим товарищем и в то же время соперником. Вместе с Саскэ Утихой и Сакурой Харуно он попадает в команду опытного дзёнина Какаси Хатакэ. Саскэ — лучший ученик выпуска, популярный среди девушек, ставящий перед собой цель убить старшего брата Итати, когда-то уничтожившего почти весь клан Утих. Сакура — девушка, нравящаяся Наруто, но комплексующая из-за своего широкого лба. Какаси первым делом устраивает им собственное испытание — попытаться отобрать у него маленькие бубенцы. Никто из троицы гэнинов не справляется с поставленной задачей. |                                                                   |                                        |                                              |
| 2 | Заявитель хуже не придумаешь (яп. 最悪の依頼人 Сайаку но ирайнин) | 2 июня 2000 года ISBN 4-08-872878-0    | 23 декабря 2008 года ISBN 978-5-699-32399-9  |
| Персонажи на обложке: Наруто Удзумаки, Саскэ Утиха, Сакура Харуно Главы: - 8. Вот поэтому вы и не сдали!! (яп. だから不合格だってんだ!! Дакара фуго:каку даттэн'да!!) - 9. Заявитель хуже не придумаешь (яп. 最悪の依頼人 Сайаку но ирайнин) - 10. Второй готов (яп. 2匹目 Нихикимэ) - 11. Высадка…!! (яп. 上陸…!! Дзё:рику…!!) - 12. Всё кончено!! (яп. 終わりだ!! Овари да!!) - 13. Я - ниндзя!! (яп. 忍者だ!! Ниндзя да!!) - 14. Секретный план…!! (яп. 秘策…!! Хисаку…!!) - 15. Возвращение сярингана!! (яп. 蘇る写輪眼!! Ёмигаэру сяринган) - 16. Кто ты!? (яп. お前は誰だ!! Омаэ ва дарэ да!!) - 17. Подготовка к битве!! (яп. 戦いの準備!! Татакай но дзюмби!!) |                                                                   |                                        |                                              |
| Несмотря на провал задания, Какаси оценивает взаимопомощь, которую троица проявила в дополнительном испытании (Саскэ и Сакура ослушались приказа Хатакэ не давать еды привязанному к столбу за нарушение правил Наруто, что и было проявлением предусмотрительности), и отныне официально возглавляет команду № 7. Сформированной группе достаётся задание C-ранга по охране мостостроителя Тадзуны, направляющегося в Страну Волн. По дороге на них нападают, однако Какаси и Саскэ удаётся обезвредить противников. Тогда Тадзуна рассказывает, что за ним охотится судовладелец Гато, мошенник, способный пойти на что угодно, лишь бы обогатиться и не допустить завершения строительства моста. По прибытии в Страну Волн на них нападает наёмник Дзабудза Момоти, член легендарного объединения Семи синоби-мечников Тумана. Хаку, сообщник Дзабузы, видя, что его соратник уступает в битве, притворяется членом АНБУ и забирает его обездвиженное тело. Команда № 7 и Тадзуна добираются до дома последнего. Ослабленный использованием в бою сярингана Какаси, поняв, что Дзабудза жив, начинает усиленные тренировки троих гэнинов. |                                                                   |                                        |                                              |
| 3 | Во имя мечты!!! (яп. 夢の為に…!! Юмэ но тамэ ни…!)                | 4 августа 2000 года ISBN 4-08-872898-8 | 7 апреля 2009 года ISBN 978-5-699-34630-1    |
| Персонажи на обложке: Наруто Удзумаки, Какаси Хатакэ Главы: - 18. Тренировка начинается (яп. 修業開始 Сю:гё: кайси) - 19. Символ отваги (яп. 勇気の象徴 Ю:ки но сё:тё:) - 20. Страна, в которой был герой…!! (яп. 英雄のいた国…!! Эйю: но ита куни…!!) - 21. Встреча в лесу…!! (яп. 森の中の出会い…!! Мори но нака но дэай…!!) - 22. Враги возвращаются!! (яп. 強敵出現!! Кё:тэки сюцугэн!!) - 23. Двойная засада…!! (яп. 2つの急襲…!! Футацу но кю:сю:…!!) - 24. Скорость!! (яп. スピード!! Супи:до!!) - 25. Во имя мечты…!! (яп. 夢の為に…!! Юмэ но тамэ ни…!!) - 26. Крах сярингана!! (яп. 写輪眼崩し…!! Сяринган кудзуси…!!) - 27. Пробуждение…!! (яп. 覚醒…!! Мэдзамэ…!!) |                                                                   |                                        |                                              |
| Какаси Хатакэ обучает своих подопечных взбиранию на деревья без помощи рук — упражнение, помогающее лучше контролировать чакру, что очень важно в бою. Тадзуна рассказывает о Кайдзе, герое Страны Волн, очень сдружившимся с Инари, его внуком, но погибшем от рук наёмников Гато. Во время нападения на строителей моста, Какаси вынужден сражаться против Дзабудзы, а Саскэ и Наруто против Хаку, владеющим уникальной техникой управления льдом. В Удзумаки, считавшем, что Утиха погиб, пробуждается сила Девятихвостого. |                                                                   |                                        |                                              |
| 4 | Мост героев!!! (яп. 英雄の橋!! Эйю: но хаси!)                     | 4 октября 2000 года ISBN 4-08-873026-4 | 29 июня 2009 года ISBN 978-5-699-35973-8     |
| Персонажи на обложке: Наруто Удзумаки, Хаку, Дзабудза Момоти Главы: - 28. Девятихвостый…!! (яп. 九尾…!! Кю:би…!!) - 29. Тот, кто дорог тебе…!! (яп. 大切な人…!! Тайсэцу на хито…!!) - 30. Тебя ждёт…!! (яп. お前の未来は…!! Омаэ но мирай ва…!!) - 31. У каждого свой бой…!! (яп. それぞれの戦い…!! Сорэдзорэ но татакай…!!) - 32. Орудие по имени синоби (яп. 忍という名の道具 Синоби то иу на но до:гу) - 33. Мост героев!! (яп. 英雄の橋!! Эйю: но хаси!!) - 34. Незваные гости!? (яп. 侵入者 !? Синню:ся !?) - 35. Ирука против Какаси!? (яп. イルカVSカカシ!? Ирука vs Какаси!?) - 36. Сакура в депрессии!! (яп. サクラの憂鬱!! Сакура но Ю:уцу!!) |                                                                   |                                        |                                              |
| Наруто удаётся разрушить ледяную ловушку противника; в то же время Какаси пытается нанести смертельный удар Дзабудзе, однако, чтобы его спасти, Хаку подставляется под удар и погибает. На месте боя появляется Гато с армией наёмников и объявляет, что проигравший бой Момоти ему больше не нужен и должен умереть. Дзабудза, потрясённый смертью Хаку, убивает Гато, но погибает сам от ранений, нанесённых другими наёмниками. Тадзуна и Сакура обнаруживают, что Саскэ жив. Жители деревни, возглавляемые Инари, появляются на мосту, и наёмники, испугавшиеся их численности (не в последнюю очередь благодаря созданным клонам-теням Наруто и Какаси), спасаются бегством. Оценив вклад главного героя в общую победу, жители решают назвать почти построенный мост «Великим мостом Наруто». --- Спустя некоторое время после возвращения команды № 7 в Коноху, Третий Хокагэ объявляет о скором начале экзамена на звание тюнина. В селение съезжаются синоби со многих стран мира. На собрании Хокагэ Ирука противится выдвижению всех троих его бывших учеников со стороны Какаси, но всё же уступает. Члены команды № 7 знакомятся со множеством других их сверстников, и один из них, Рок Ли, вызывает Саскэ на бой. |                                                                   |                                        |                                              |
| 5 | Претенденты! (яп. 挑戦者たち!! Тё:сэнся-тати!)                    | 4 декабря 2000 года ISBN 4-08-873050-9 | 21 сентября 2009 года ISBN 978-5-699-37026-9 |
| Персонажи на обложке: Наруто Удзумаки, Саскэ Утиха, Сакура Харуно, Какаси Хатакэ Главы: - 37. Сложный противник…!! (яп. 最悪の相性…!! Сайаку но айсё:…!!) - 38. Начало…!! (START…!!) - 39. Претенденты! (яп. 挑戦者たち!! Тё:сэнся-тати!!) - 40. Первый экзамен…!? (яп. 第一の試験!! Дайти но сикэн!!) - 41. Шёпот демонов…!? (яп. 悪魔の囁き…!? Акума но сасаяки…!?) - 42. Каждому своё…!! (яп. それぞれの闘い…!! Сорэдзорэ но татакай…!!) - 43. Десятый вопрос…!! (яп. 第10問目…!! Дайдзю: моммэ…!!) - 44. Испытания духа…!! (яп. 試された資質…!! Тамэсарэта сисицу…!!) - 45. Второй экзамен!! (яп. 第二の試験!!) Дайни но сикэн!!) |                                                                   |                                        |                                              |
| Рок Ли высказывает свои симпатии Сакуре, бой же с Саскэ останавливает его сэнсэй, Майто Гай, извечный соперник Какаси. Члены команды № 7 знакомятся с загадочным Кабуто Якуси, по его же словам, сдающим экзамен 7-й раз подряд, и при этом собирающий информацию о других гэнинах. Ибики Морино, экзаменатор первого испытания, рассказывает его правила: 1. В письменном часовом тесте у каждого есть 10 очков, за каждый неправильный ответ на десять вопросов вычитается 1 балл. 2. Тест — командный, итоговая сумма складывается из результатов троих членов группы. 3. Пойманные на списывании лишаются 2 очков за каждое нарушение. 4. Потерявшие все очки или не ответившие ни на один вопрос выбывают из экзамена вместе с командой. После начала экзамена Саскэ догадывается, что истинное предназначение теста — умение незаметно добывать знания. Некоторые синоби незаметно пытаются списать у других. За 15 минут до окончания теста Ибики объявляет новые условия, связанные с 10-м, ещё не заданным, вопросом: у отказавшихся на него отвечать обнуляются баллы, а те, кто ответил неправильно, навсегда лишаются права участвовать в экзамене. Веря в свою мечту стать Хокагэ, Наруто не сдаётся и решает выслушать этот вопрос, однако выясняется, что именно он и был настоящей проверкой — во второй экзамен прошли все 26 команд, члены которых были готовы отвечать на него. Экзаменатор второго испытания, Анко Митараси, объявляет его условия — 13-ти командам выдан свиток с надписью «Небо», другим 13-ти с надписью «Земля», и на территории зоны тренировок № 44 (также известной как Лес Смерти) одной группе гэнинов необходимо каким-либо образом выкрасть свиток другой, причём отличный от их собственного, а затем добраться до находящейся в центре Леса башни. При этом дисквалифицируется любая команда, не успевшая уложиться в отведённые 5 суток, или же потерявшая одного из своих членов. |                                                                   |                                        |                                              |
| 6 | Выбор Сакуры!!! (яп. サクラの決意!! Сакура но кэцуй!!)            | 2 марта 2001 года ISBN 4-08-873089-9   | 6 ноября 2009 года ISBN 978-5-699-38315-3    |
| Персонажи на обложке: Ино Яманака, Сакура Харуно Главы: - 46. Пароль…!! (яп. 合言葉は…!! Айкотоба ва…!!) - 47. Хищник!! (яп. 捕食者!! Хосёкуся!!) - 48. Цель…!! (яп. その目的は…!! Соно мокутэки ва…!!) - 49. Трусишка…!! (яп. 臆病者…!! Окубё:моно…!!) - 50. Я должна…!! (яп. 私が…!! Ватаси га…!!) - 51. Прекрасный зверь…!! (яп. 美しき野獣…!! Уцукусики ядзю:…!!) - 52. Принципы использования!! (яп. 使用の条件!! Сё: но дзё:кэн!!) - 53. Выбор Сакуры (яп. サクラの決意!! Сакура но кэцуй!!) - 54. Сакура и Ино (яп. サクラといの Сакура то Ино) |                                                                   |                                        |                                              |
| После атаки противников члены команды № 7 оказываются разделёнными. На Наруто нападает гигантская змея, которую тот побеждает используя клонов-теней, после чего находит Саскэ и Сакуру, столкнувшихся лицом к лицу с международным преступником Оротимару, скрывающимся под обличьем одного из гэнинов селения, скрытого в Траве. Саскэ, ещё не понимая кто перед ним, отдаёт злодею свиток, полагая, что тот пришёл именно за этим. Наруто, в котором снова пробудилась сила Девятихвостого, нападает на Оротимару, тот, в свою очередь отразив атаку, накладывает на мальчика Печать пяти элементов с целью нарушить контроль его чакры. Оставив Саскэ Проклятую печать, Оротимару исчезает. Сакура прячет тела ослабленных Саскэ и Наруто под корнями гигантского дерева и защищает их от нападающих гэнинов селения Звука, пока на помощь не приходят Рок Ли и члены команды № 10 — Ино, Сикамару и Тёдзи. |                                                                   |                                        |                                              |
| 7 | Верный путь!!! (яп. 進むべき道…!! Сусумубэки мити…!!)             | 1 мая 2001 года ISBN 4-08-873113-1     | 18 января 2010 года ISBN 978-5-699-40020-1   |
| Персонажи на обложке: Наруто Удзумаки, Саскэ Утиха, Оротимару Главы: - 55. Изнурительная борьба!! (яп. 全面戦争!! Дзэммэн сэнсё:!!) - 56. Дарованная сила…!! (яп. 与えられし力…!! Атаэрарэси тикара…!!) - 57. 10 часов назад (яп. 10時間前 Дзю: дзикан маэ) - 58. Свидетели…!! (яп. 目撃者…!! Мокугэкися…!!) - 59. Трагедия Песка!! (яп. 砂の惨劇!! Суна но сангэки!!) - 60. Последний шанс…!! (яп. ラストチャンス…!! Расуто Тянсу…!!) - 61. Верный путь…!! (яп. 進むべき道…!! Сусумубэки мити…!!) - 62. В ловушке…!! (яп. 袋のネズミ…!! Фукуро но нэдзуми…!!) - 63. Истинное лицо (яп. もう一つの顔 Мо: хитоцу но као) |                                                                   |                                        |                                              |
| Во время битвы между гэнинами Звука и Листвы внезапно приходит в себя Саскэ и предстаёт в ужасающем виде — Проклятая печать расползается на половину его тела и застывает в виде чёрных отметин. Утиха атакует противников и те, понимая насколько он силён, отдают ему свой свиток «Земля», после чего Саскэ вновь принимает привычный вид. Меж тем команда ниндзя Песка — Гаара, Канкуро и Тэмари — устанавливает рекорд по времени прохождения экзамена, всего 97 минут, при этом не получив ни единой царапины. На 4-й день испытания, когда у команды № 7 по-прежнему остаётся лишь один свиток, на помощь им приходит Кабуто. По его совету они ожидают нападения на себя при приближении к башне, что и происходит. В итоге им удаётся завладеть вторым свитком, «Небо». |                                                                   |                                        |                                              |
| 8 | Смертельная битва!!! (яп. 命懸けの戦い!! Инотигакэ но татакай!!)  | 3 августа 2001 года ISBN 4-08-873147-6 | 3 марта 2010 года ISBN 978-5-699-40572-5     |
| Персонажи на обложке: Наруто Удзумаки, Гаара Главы: - 64. Послание Хокагэ…!! (яп. 火影の伝令…!! Хокагэ но дэнрэй…!!) - 65. Смертельная битва!! (яп. 命懸けの戦い!! Инотигакэ но татакай!!) - 66. Просьба Сакуры' (яп. サクラの勧告 Сакура но канкоку) - 67. Неприятный подарок!! (яп. 異端なる能力!! Итан нару но:рёку!!) - 68. Кровь клана Утиха!! (яп. うちはの血!! Утиха но ти!!) - 69. Страшный посетитель!! (яп. 恐怖の訪問者!! Кё:фу но хо:монся!!) - 70. Тот, кто умрёт…!? (яп. 死ぬのは…!? Сину по ва…!?) - 71. Слишком высокая стена…!! (яп. 高すぎる壁…!! Такасугиру кабэ…!!) - 72. Соперницы…!! (яп. 拮抗…!! Кикко:…!!) |                                                                   |                                        |                                              |
| Добравшись до башни и раскрыв свитки, члены команды № 7 узнают, что те предназначены для техники призыва — появляется их бывший преподаватель Ирука. Чуть позже на общем собрании с участием 7-ми прошедших раунд команд, руководитель третьего испытания, Хаятэ Гэкко, объявляет, что из-за большого числа прошедших испытания гэнинов между ними будет проведён дополнительный тур — бой один на один. Неожиданно для всех от продолжения борьбы отказывается Кабуто. По результатам проведённого отборочного испытания в третий экзамен выходят: 1. Саскэ Утиха побеждает Ёрой Акадо 2. Сино Абурамэ — Абуми Дзаку 3. Канкуро — Мисуми Цуруги Пока доигрываются остальные бои, Какаси накладывает Саскэ останавливающую печать поверх Проклятой. |                                                                   |                                        |                                              |
| 9 | Нэдзи и Хината (яп. ネジとヒナタ Нэдзи то Хината)                 | 4 октября 2001 года ISBN 4-08-873174-2 | 5 апреля 2010 года ISBN 978-5-699-41105-4    |
| Персонажи на обложке: Наруто Удзумаки, Хината Хюга, Нэдзи Хюга Главы: - 73. Признать поражение…!? (яп. 敗北宣言…!? Хайбоку сэнгэн…!!) - 74. Шестой бой, и затем…!! (яп. 第六回戦…そして!! Дайроку кайсэн… соситэ!!) - 75. Прогресс Наруто…!! (яп. ナルトの成長…!! Наруто но сэйсё:…!!) - 76. Контратака Кибы!! Контратака Наруто!!? (яп. キバの逆転!! ナルトの逆転!!? Киба но гюкутэн!! Наруто но гюкутэн!!?) - 77. Хитрый план Наруто!! (яп. ナルトの奇策!! Наруто но кисаку!!) - 78. Нэдзи и Хината (яп. ネジとヒナタ Нэдзи то Хината) - 79. Клан Хюга (яп. 日向一族 Хю:га итидзоку) - 80. Преодолеть предел (яп. 限界を超えて… Гэнкай о коэтэ…) - 81. Гаара против… (яп. 我愛羅vs…) |                                                                   |                                        |                                              |
| Продолжение боёв: 4. Сакура Харуно и Ино Яманака получают равноценные травмы, в связи с чем обе выбывают из продолжения борьбы 5. Тэмари побеждает Тэн-Тэн 6. Сикамару Нара — Кин Цути 7. Наруто Удзумаки побеждает Кибу Инидзуку 8. Нэдзи Хюга в жестоком бою — Хинату Хюга |                                                                   |                                        |                                              |
| 10 | Превосходный ниндзя! (яп. 立派な忍者…!! Риппа на ниндзя…!!)       | 4 декабря 2001 года ISBN 4-08-873197-1 | 17 мая 2010 года ISBN 978-5-699-41751-3      |
| Персонажи на обложке: Майто Гай, Рок Ли, Наруто Удзумаки Главы: - 82. Секрет Ли! (яп. リーの秘密!! Ри: но химицу!!) - 83. Крушение абсолютной защиты!? (яп. 絶対防御•崩壊!? Дзэттай хо:гё, хо:кай!?) - 84. Гений упорного труда…!! (яп. 努力の天才…!! Дорёку но тэнсай…!!) - 85. Сейчас…!! (яп. 今こそ…!! Има косо…!!) - 86. Превосходный ниндзя…!! (яп. 立派な忍者…!! Риппа на ниндзя…!!) - 87. Завершение отборочного тура…!! (яп. 予選終了…!! Ёсэн сю:рё:…!!) - 88. Что насчёт Саскэ…!? (яп. サスケは…!? Сасукэ ва…!?) - 89. Просьба Наруто…!! (яп. ナルトのお願い…!! Наруто но онэгай…!!) - 90. Что делать с тренировкой!? (яп. 修業どーすんだ!? Сю:гё: до:сун'да!?) |                                                                   |                                        |                                              |
| Продолжение боёв: 9. Гаара побеждает Рок Ли несмотря на открытие тем Пяти Врат. В бою Рок Ли получает травмы, практически не совместимые с карьерой ниндзя. 10. Досу Кинуто — Тёдзи Акимити Третий Хокагэ объявляет, что следующий экзамен, бой один на один по системе плей-офф, пройдёт через месяц, чтобы дать участникам время восстановиться. Какаси разоблачает Кабуто — понимает, что тот связан с Оротимару, однако схватить его не удаётся. На свободный месяц Хатакэ принимается лично тренировать Саскэ, а Наруто в качестве тренера достаётся Эбису, также являющийся сэнсэем Конохамару. Эбису пытается научить Наруто хождению по воде возле горячих источников, однако в один из моментов обращает внимание на подглядывающего за голыми девушками мужчину. Тот, не обрадованный возмущением Эбису, выносит его с одного удара. |                                                                   |                                        |                                              |

### Тома 11-20
| № | Заглавие                                                                       | На японском языке                       | На русском языке                            |
| --- | ------------------------------------------------------------------------------ | --------------------------------------- | ------------------------------------------- |
| 11 | Новый учитель!? (яп. 弟子入り志願!? Дэси'ири сиган!?)                          | 4 марта 2002 года ISBN 4-08-873236-7    | 7 июля 2010 года ISBN 978-5-699-42672-0     |
| Персонажи на обложке: Наруто Удзумаки, Дзирайя Главы: - 91. Новый учитель!? (яп. 弟子入り志願!? Дэси'ири сиган!?) - 92. Коноха, Звук и Песок (яп. 木ノ葉と音と砂と…!! Коноха то Ото то Суна то…!!) - 93. Стремления… каждого из них!! (яп. 熱情…それぞれ!! Нэцудзё:… сорэдзорэ!!) - 94. Ключ…!! (яп. 鍵…!! Каги…!!) - 95. Встреча…!! (яп. 邂逅…!! Кайко:…!!) - 96. Неожиданный посетитель!! (яп. 突然の来訪者!! Тоцудзэн но райхо:ся!!) - 97. Смысл существования!! (яп. 在り続ける理由!! Ари цудзукэру вакэ!!) - 98. Достойное поражение!! (яп. 誇り高き失敗者!! Хокори такаки сиппайся!!) - 99. Главные бои начинаются…!! (яп. 本線、開始っ…!! Хонсэн, кайси…!!) |                                                                                |                                         |                                             |
| Наруто просит загадочного мужчину, Дзирайю, стать его новым учителем, но в то же время отмечает извращённые привычки легендарного Саннина. Дзирайя снимает с Наруто Печать, поставленную Оротимару, которая до этого мешала мальчику нормально тренироваться. Хаятэ Гэкко становится свидетелем переговоров между Кабуто и Баки из Селения Песка и понимает, что на Коноху готовится нападение, однако не успевает предупредить кого-либо — его убивают. Спустя некоторое время Баки передаёт Кадзэкагэ свиток от Кабуто с планом действий. По инициативе Дзирайи Наруто подписывает контракт с жабами для того, чтобы в случае необходимости мальчик мог их призвать. Также Саннин учит Наруто основам контроля за чакрой Девятихвостого, живущего внутри него. Утомлённый тренировками, Удзумаки отправляется на 3 дня в больницу. Наруто вместе с навестившим его Сикамару, обнаруживают в палате Рок Ли Гаару, утверждающего, что хочет убить побеждённого соперника. Услышав историю ниндзя из селения Песка, Наруто понимает, что они во многом похожи. Возможную атаку Гаары останавливает лишь появление Майто Гая. На главном стадионе начинается финальный экзамен и первый бой между Нэдзи Хюгой и Наруто Удзумаки. |                                                                                |                                         |                                             |
| 12 | Свободный полёт (яп. 大いなる飛翔!! О:и нару хисё:!!)                          | 1 мая 2002 года ISBN 4-08-873259-6      | 6 октября 2010 года ISBN 978-5-699-44753-4  |
| Персонажи на обложке: Наруто Удзумаки, Сикамару Нара Главы: - 100. Готов умереть!! (яп. 玉砕覚悟!! Гёкусай какуго!!) - 101. Другие…!! (яп. もう一つの…!! Мо: хитоцу: но…!!) - 102. Птица в клетке…!! (яп. 籠の中の鳥…!! Каго но нака но тори…!!) - 103. Неудачник!! (яп. 落ちこぼれ!! Отигоборэ!!) - 104. Сила изменять (людей)…!! (яп. 変える力…!! Каэру тикара…!!) - 105. Свободный полёт (яп. 大いなる飛翔!! О:и нару хисё:!!) - 106. Саскэ проиграл!? (яп. サスケ失格…!? Сасукэ сиккаку…!?) - 107. Мальчик без мотивации!! (яп. やる気ゼロの男!! Яруки дзэро но отоко!!) - 108. Путь к победе!? (яп. 勝利への伏線…!? Сё:ри э но фукасэн…!?) |                                                                                |                                         |                                             |
| Во время боя между Нэдзи и Наруто первый рассказывает о нелёгкой судьбе своего клана. Удзумаки благодаря чакре Девятихвостого удаётся одолеть противника. Из-за задержки появления Саскэ его матч откладывают, Канкуро же вообще сдаётся, уступая победу Сино Абурамэ. Сикамару Нара в бою побеждает Тэмари, однако в самый последний момент сдаётся, отдавая ей пальму первенства. |                                                                                |                                         |                                             |
| 13 | Прерванный экзамен (яп. 中忍試験、終了…!! Тю:нин сикэн, сю:рё:…!!)             | 2 августа 2002 года ISBN 4-08-873298-5  | 17 декабря 2010 года ISBN 978-5-699-46421-0 |
| Персонажи на обложке: Наруто Удзумаки, Саскэ Утиха, Гаара Главы: - 109. Танец Листвы…!! (яп. 木の葉、舞い…!! Коноха, май…!!) - 110. Наконец-то…!! (яп. いよいよ…!! Иё иё…!!) - 111. Саскэ против Гаары (яп. サスケVS我愛羅!! Сасукэ vs. Гаара) - 112. Тайдзюцу Саскэ…!! (яп. サスケの体術…!! Сасукэ но тайдзюцу…!!) - 113. Причина его опоздания…!! (яп. 遅刻の理由…!! Тикоку но рю:…!!) - 114. Нападение…!! (яп. 強襲…!! Кё:сю:…!!) - 115. Прерванный экзамен…!! (яп. 中忍試験、終了…!! Тю:нин сикэн, сю:рё:…!!) - 116. Гибнущая Коноха…!! (яп. 木ノ葉崩し…!! Коноха кудзуси…!!) - 117. Назначенная миссия…!! (яп. 下された任務…!! Кудасарэта нимму…!!) |                                                                                |                                         |                                             |
| После долгих тренировок с Какаси и отсутствия в селении (из-за чего его матч даже был перенесён) Саскэ возвращается для боя с Гаарой. Во время сражения он демонстрирует «фирменную» технику Какаси, Тидори. Однако внезапно на селение нападает гигантская трёхглавая змея, а большинство находящихся на стадионе засыпают под действием гэндзюцу. Экзаменатор вступает в бой с Баки; Канкуро и Тэмари уводят ослабленного Гаару, в погоню за ними отправляется Саскэ. На Третьего Хокагэ нападает Кадзэкагэ под маской которого, как оказывается, скрывается Оротимару, ранее убивший настоящего лидера Суны. Какаси и Майто Гай сражаются с вторженцами на территории стадиона. Сакура, очнувшиеся благодаря ей Наруто и Сикамару, а также призванный Хатакэ пёс Паккун, способный выслеживать по запаху, отправляются в погоню за Саскэ и Гаарой. |                                                                                |                                         |                                             |
| 14 | Хокагэ против Хокагэ (яп. 火影VS火影!!)                                        | 1 ноября 2002 года ISBN 4-08-873341-8   | 6 мая 2011 года ISBN 978-5-699-48884-1      |
| Персонажи на обложке: Наруто Удзумаки, Третий Хокагэ Главы: - 118. Сдерживание…!! (яп. 足止め…!! Асидомэ…!!) - 119. Моя жизнь…!! (яп. オレの人生…!! Орэ но дзинсэй…!!) - 120. Хокагэ против Хокагэ (яп. 火影VS火影!!) - 121. Ужасный эксперимент…!! (яп. 恐るべき実験…!! Осорубэки дзиккэн…!!) - 122. Дарованное наследие!! (яп. 受け継がれてゆく意志!! Укэцугарэтэ юки иси!!) - 123. Последняя печать (яп. 最後の封印 Сайго по фу:ин) - 124. Вечная битва…!! (яп. 永遠なる闘い…!! Эйэн нару татакай…!!) - 125. Время пробуждения…!! (яп. 目覚めの時…!! Мэдзамэ но токи) - 126. Неосторожность…!! (яп. 油断…!! Юдан…!!) |                                                                                |                                         |                                             |
| На помощь отделившемуся от группы Сикамару приходит его сэнсэй, Асума. Оротимару призывает для сражения с Третьим Хокагэ души Первого и Второго лидеров Конохи. В ответ Сарутоби призывает Эмму — короля обезьян, а затем использует против двух Хокагэ и злодея Печать Бога Смерти, позволяющую навсегда захватить душу жертвы. Сино Абурамэ приходит на помощь Саскэ в его погоне за уже начавшим превращаться в Однохвостого Сюкаку Гаарой. |                                                                                |                                         |                                             |
| 15 | Хроники ниндзя Наруто (яп. ナルト忍法帖!! Наруто нимпо:тё:!!)                  | 20 декабря 2002 года ISBN 4-08-873368-5 | 27 июня 2011 года ISBN 978-5-699-50081-9    |
| Персонажи на обложке: Наруто Удзумаки, Гаара Главы: - 127. Быть живым…!! (яп. 生の実感…!! Сэй но дзиккан…!!) - 128. За пределом…!! (яп. 限界を超えて…!! Гэнкай о коэтэ…!!) - 129. Боль…!! (яп. 痛み…!! Итами…!!) - 130. Любовь…!! (яп. 愛情…!! Айдзё:…!!) - 131. По имени Гаара…!! (яп. 我愛羅という名…!! Гаара то иу на…!!) - 132. Двое… свет и тьма (яп. 二人…闇と光 Футари… Ями то хикари) - 133. Быть сильным…!! (яп. 強き者…!! Цуёкимоно…!!) - 134. Хроники ниндзя Наруто (яп. ナルト忍法帖!! Наруто нимпо:тё:!!) - 135. Ураган битвы!! (яп. 嵐の如き戦い!! Араси но готоки татакай!!) |                                                                                |                                         |                                             |
| Во время начавшегося сражения с Саскэ и подоспевшими Наруто и Сакурой, Гаара вспоминает своё тяжёлое детство, о том, как его любимый дядя Ясямару пытался его убить по приказу отца-Кадзэкагэ. Гаара полностью приобретает вид песчаного демона Сюкаку, и Наруто для сражения с ним призывает короля жаб Гамабунту. |                                                                                |                                         |                                             |
| 16 | Завершение атаки на Коноху! (яп. 木ノ葉崩し、終結!! Коноха кудзуси, сю:кэцу!!) | 4 марта 2003 года ISBN 4-08-873394-4    | 10 августа 2011 года ISBN 978-5-699-51225-6 |
| Персонажи на обложке: Наруто Удзумаки, Ирука Умино Главы: - 136. Последний удар…!! (яп. 最後の一撃…!! Сайго но итигэки…!!) - 137. Синоби Конохи…!! (яп. 木ノ葉の忍…!! Коноха но синоби…!!) - 138. Завершение атаки на Коноху!! (яп. 木ノ葉崩し、終結!! Коноха кудзуси, сю:кэцу!!) - 139. Слова в память о нём…!! (яп. その者の名は…!! Соно моно но на ва…!!) - 140. Возвращение…!! (яп. 接近…!! Сэккин…!!) - 141. Утиха Итати!! (яп. うちはイタチ!!) - 142. Какаси против Итати (яп. カカシvsイタチ) - 143. Наследие Четвёртого Хокагэ!! (яп. 四代目の遺産!! Ёндаймэ но исан!!) - 144. Преследователи (яп. 追跡者 Цуйсэкися) |                                                                                |                                         |                                             |
| Не сумев полностью поглотить душу Оротимару, Третий Хокагэ запечатывает его техники, сделав руки Саннина недееспособными, сам Сарутоби отдаёт за это свою жизнь. Ниндзя селений Песка и Звука отступают. Синоби Песка обнаруживают в пустыне трупы Кадзэкагэ и его охранников и понимают, что всё это время их действиями манипулировал Оротимару, после чего снова налаживают дипломатические отношения с Конохой. Дзирайе предлагаю стать новым Хокагэ, однако он отказывается под предлогом, что есть более достойный кандидат — Цунадэ, и вместе с Наруто отправляется на её поиски. Меж тем в Коноху прибывают члены преступной организации Акацуки Итати Утиха и Кисамэ Хосигаки; лишь совместными усилиями Асуме, Курэнай, Майто Гаю и Какаси удаётся заставить их убраться восвояси. Саскэ узнаёт о том, что старший брат посещал Коноху и отправляется на его поиски. Пока в одном из городков Дзирайя опять развлекается с девушками, в номер Наруто наведываются Итати и Кисамэ. |                                                                                |                                         |                                             |
| 17 | Сила Итати (яп. イタチの能力!! Итати но тикара!!)                              | 1 мая 2003 года ISBN 4-08-873420-0      | 6 декабря 2011 года ISBN 978-5-699-53903-1  |
| Персонажи на обложке: Наруто Удзумаки, Саскэ Утиха Главы: - 145. Тяжёлые воспоминания (яп. 絶望の記憶 Дзэцубо: но киоку) - 146. Вместе с ненавистью…!! (яп. 憎悪とともに…!! Дзо:о то томо ни…!!) - 147. Это мой бой!! (яп. オレの戦い!! Орэ но татакай!!) - 148. Сила Итати!! (яп. イタチの能力!! Итати но тикара!!) - 149. Легендарная…!! (яп. 伝説の…!! Дэнсэцу но…!!) - 150. Тренировка начинается…!? (яп. 修行開始…!? Сю:гё: кайси…!?) - 151. Получилось…!! (яп. きっかけ…!! Киккакэ…!!) - 152. Шаг второй (яп. 第二段階 Дайни данкай) - 153. Поисковики (яп. 捜索者たち!! Со:сакуся-тати) |                                                                                |                                         |                                             |
| Вставка воспоминаний Саскэ о том дне, когда Итати уничтожил почти весь клан Утиха. Саскэ находит Итати и Кисамэ и безуспешно пытается навязать брату бой, получая при этом несколько переломов рёбер. Лишь вмешательство Дзирайи заставляет членов Акацуки сбежать. Во время продолжившегося поиска Цунадэ Дзирайя начинает обучать Наруто новой технике — Расэнгану, созданному Четвёртым Хокагэ. С целью помочь Оротимару в излечении рук Кабуто разыскивает Цунадэ, также известную как отличная ниндзя-медик. |                                                                                |                                         |                                             |
| 18 | Решение Цунадэ (яп. 綱手の決意!! Цунадэ но кэцуй)                              | 4 августа 2003 года ISBN 4-08-873493-4  | 20 марта 2012 года ISBN 978-5-699-56295-4   |
| Персонажи на обложке: Наруто Удзумаки, Цунадэ Главы: - 154. Явление…!! (яп. 到達…!! До:тацу…!!) - 155. Шаг третий (яп. 第三段階 Дайсан данкай) - 156. Сделка (яп. 取り引き Торихики) - 157. Ответ Цунадэ…!? (яп. 答えは…!? Котаэ ва…!?) - 158. Нет прощения…!! (яп. 許さねぇ…!! Юрусанэ…!!) - 159. Пари…!! (яп. 賭け…!! Какэ…!!) - 160. Ожерелье смерти…!! (яп. 死の首飾り…!! Си но кубикадзари…!!) - 161. Решение Цунадэ (яп. 綱手の決意!! Цунадэ но кэцуй) - 162. Разбитое сердце…!! (яп. 抗えぬ心…!! Арагаэну кокоро…!!) |                                                                                |                                         |                                             |
| Дав ей неделю на раздумья, Оротимару предлагает Цунадэ воскресить двух её погибших близких в обмен на то, что она вылечит его руки. В тот же вечер Дзирайя и Наруто также находят Цунадэ (путешествующую вместе в помощницей Сидзунэ) и официально предлагают ей занять пост лидера Конохи. После того как она нелестно отзывается о такой возможности, Наруто вызывает её на бой и проигрывает. Однако Цунадэ заключает пари — она готова признать в мальчике его мечту Хокагэ если тот всего за неделю овладеет Расэнганом, и даже готова ему подарить ожерелье, когда-то принадлежавшее Хасираме Сэндзю. В гостиничном номере Наруто Сидзунэ рассказывает о том, что брат и возлюбленный Цунадэ погибли на войне, и обоим она дарила именно это ожерелье. |                                                                                |                                         |                                             |
| 19 | Преемник (яп. 受け継ぐ者 Укэцугумоно)                                          | 11 ноября 2003 года ISBN 4-08-873523-4  | 21 мая 2012 года ISBN 978-5-699-56807-9     |
| Персонажи на обложке: Наруто Удзумаки, Цунадэ, Дзирайя, Оротимару Главы: - 163. Неугасимое…!! (яп. 朽ちぬもの…!! Кутинумоно…!!) - 164. Специалист по медицине!! (яп. 医療忍者!! Супэсярисуто!!) - 165. Наруто атакует!! (яп. ナルト、突撃っ!! Наруто, тоцугэки!!) - 166. Навыки синоби…!! (яп. 忍の才能…!! Синоби но сайно:…!!) - 167. Как и было обещано…!! (яп. 約束通り…!! Якусоку до:ри…!!) - 168. Ещё раз (яп. もう一度だけ Мо: итидо дакэ) - 169. Рискуя всем…!! (яп. 命を懸ける…!! Иноти о какэру…!!) - 170. Битва для троих!! (яп. 三竦みの攻防!! Сансукуми но ко:бо:!!) - 171. Преемник (яп. 受け継ぐ者 Укэцугумоно) |                                                                                |                                         |                                             |
| Спустя неделю, скрывая истинные намерения под попыткой вылечить руки Оротимару, Цунадэ начинает на него атаку. Вместе с присоединившимися Дзирайей, Сидзунэ и Наруто она сражается против Оротимару и Кабуто. Во время боя Удзумаки использует Расэнган против Якуси. Двое ниндзя вынуждены отступить, а Цунадэ, согласившись возглавить Коноху, передаёт Наруто ожерелье Первого Хокагэ. |                                                                                |                                         |                                             |
| 20 | Наруто против Саскэ (яп. ナルトvsサスケ!!)                                     | 19 декабря 2003 года ISBN 4-08-873552-8 | 27 июля 2012 года ISBN 978-5-699-57377-6    |
| Персонажи на обложке: Наруто Удзумаки, Саскэ Утиха Главы: - 172. Возвращение (яп. 帰郷 Кикё:) - 173. Страдание (яп. 苦悩する者たち Куно:сурумоно-тати) - 174. Их чувства…!! (яп. 想い、それぞれ…! Омой, сорэдзорэ…!!) - 175. Наруто против Саскэ!! (яп. ナルトvsサスケ!!) - 176. Ожесточённое соперничество (яп. ライバルというもの Райбару то иу моно) - 177. Четвёрка Звука (яп. 音の四人衆 Ото но ёнинсю:) - 178. Искушение Звука…!! (яп. 音の誘い…!! Ото но изданай…!!) - 179. Не забывай…!! (яп. 忘れるな…!! Васурэруна…!!) - 180. Обещание!! (яп. 約束だ!! Якусоку да!!) |                                                                                |                                         |                                             |
| По результатам незаконченного экзамена звание тюнина присвоено Сикамару. Вступившая в должность Хокагэ Цунадэ как ниндзя-медик начинает лечение Саскэ и Какаси. Саскэ, всё более размышляющий над тем, что он недостаточно силён для битвы с Итати, вызывает на бой Наруто, когда тот приходит навестить Утиху, с целью узнать свой уровень силы. Поднявшись на крышу больницы они начинают сражение — Наруто пытается использовать Расэнган, а Саскэ — Тидори. В последний момент вмешивается Какаси и отталкивает обоих в сторону водонапорных башен. Видя разницу в разрушениях, которые нанесли техники, младший Утиха понимает, что именно он сейчас слабее. Прибывшая в Коноху по приказу Оротимару Четвёрка Звука предлагает Саскэ отправиться к Саннину, так как тот способен дать ему необходимую силу. Рок Ли соглашается на проведение операции, предложенной Цунадэ для минимизации травм от боя с Гаарой. |                                                                                |                                         |                                             |

### Тома 21-27
| № | Заглавие                                                                          | На японском языке                      | На русском языке                         |
| --- | --------------------------------------------------------------------------------- | -------------------------------------- | ---------------------------------------- |
| 21 | Не прощу (яп. 許せない!! Юрусэнай!!)                                              | 4 марта 2004 года ISBN 4-08-873573-3   | 31 июля 2013 года ISBN 978-5-699-63852-9 |
| Персонажи на обложке: Наруто Удзумаки, Тёдзи Акимити, Сикамару Нара Главы: - 181. Битва начинается…!! (яп. 闘いの始まり…!! Татакай но хидзимари…!!) - 182. Сборы!! (яп. 集結!! Сю:кэцу!!) - 183. Обещание (яп. 一生の約束 Иссё: но якусоку) - 184. Звук против Листвы (яп. 音vs木ノ葉!! Ото vs Коноха!!) - 185. В погоне за Звуком…!! (яп. 音を追え…!! Ото о оэ…!!) - 186. Задание… провалено?! (яп. 作戦…失敗!? Сакусэн… сиппай!?) - 187. Просьба о пощаде…!! (яп. 命乞い…!! Инотигой…!!) - 188. Синоби Деревни Листвы…!! (яп. 木ノ葉隠れの忍…!! Конохакагурэ но синоби…!!) - 189. Сила веры…!! (яп. 信じる力…!! Синдзиру тикара…!!) - 190. Не прощу!! (яп. 許せない!! Юрусэнай!!) |                                                                                   |                                        |                                          |
| Отправляясь из Конохи поздней ночью, Саскэ встречает Сакуру, которая пытается его отговорить. Однако лёгким ударом мальчик её обездвиживает и продолжает свой путь. Поджидающая Четвёрка Звука даёт ему проглотить пилюлю для активации Проклятой печати второго уровня. Очнувшаяся наутро Сакура сообщает о произошедшем Цунадэ, и Сикамару, по приказу лидера древни, формируют команду преследователей, включающую Наруто, Тёдзи, Кибу и Нэдзи. Перед отправлением группы в путь Наруто обещает Сакуре во что бы то ни стало вернуть Саскэ. Постепенно приближаясь к границам страны, по одному из членов каждой команды остаётся чтобы сразиться друг с другом. Тёдзи сражается с Дзиробо. |                                                                                   |                                        |                                          |
| 22 | Реинкарнация (яп. 転生…!! Тэнсэй…!!)                                              | 30 апреля 2004 года ISBN 4-08-873595-5 | Планируется к выпуску                    |
| Персонажи на обложке: Наруто Удзумаки, Нэдзи Хюга Главы: - 191. Товарищи…!! (яп. 仲間…!! Накама…!!) - 192. План…!! (яп. 段取り…!! Данкори…!!) - 193. Игра окончена (яп. ゲームオーバー Гэ:му О:ба:) - 194. Оценивая противника (яп. さぐりあい Сагуриай) - 195. Захват…!! (яп. 攻略法…!! Ко:ряки хо:…!!) - 196. Сильнейший противник!! (яп. 一番強い敵!! Итибан цуёй тэки!!) - 197. Готовый умереть (яп. 決死の覚悟!! Кэсси но какуго!!) - 198. Реинкарнация…!! (яп. 転生…!! Тэнсэй…!!) - 199. Мечта…!! (яп. 願望…!! Гамбо:…!!) |                                                                                   |                                        |                                          |
| Нэдзи сражается против Кидомару. На помощь другим приспешникам Оротимару отправляется Кимимаро Кагуя, ранее возглавлявший т. н. «Пятёрку Звука». |                                                                                   |                                        |                                          |
| 23 | Затруднения (яп. 苦境…!! Кукё:…!!)                                                | 4 августа 2004 года ISBN 4-08-873639-6 | Планируется к выпуску                    |
| Персонажи на обложке: Наруто Удзумаки, Киба с Акамару Главы: - 200. Всё идёт по плану…!! (яп. 計算通り…!! Кэйсан до:ри…!!) - 201. Просчёт…!! (яп. 計算違い…!! Кэйсан тигай…!!) - 202. Три желания!! (яп. 三つの願い!! Митцу но нэгай!!) - 203. Секрет Сакона (яп. 左近の秘密 Сакон но химицу) - 204. Способности Укона (яп. 右近の能力 Укон но но:рёку) - 205. Решение Кибы!! (яп. キバの決意!! Киба но кэцуй!!) - 206. Затруднения…!! (яп. 苦境…!! Кукё:…!!) - 207. В тупике (яп. 飛車角落ち Хися какуоти) - 208. Главное - ловушка (яп. 一手目はフェイク!! Иттэмэ ва фэйку!!) |                                                                                   |                                        |                                          |
| Сикамару сражается против Таюи, Киба против Сакона и Укона, а Наруто против Кимимаро. |                                                                                   |                                        |                                          |
| 24 | Опасность! Опасность! Опасность! (яп. ピンチ•ピンチ•ピンチ!! Пинти пинти пинти!!) | 4 октября 2004 года ISBN 4-08-873660-0 | Планируется к выпуску                    |
| Персонажи на обложке: Наруто Удзумаки, Кидомару, Сакон, Дзиробо, Таюя, Кимимаро Кагуя Главы: - 209. Подкрепление прибыло!! (яп. 助っ人、参上!! Сукэтто, сандзё:!!) - 210. Секрет Ли (яп. リーの秘密!! Ри: но химицу) - 211. Непредсказуемость…!! (яп. 変則的…!! Хэнсокутэки…!!) - 212. Опасность! Опасность! Опасность!! (яп. ピンチ•ピンチ•ピンチ!! Пинти пинти пинти!!) - 213. Долг…!! (яп. 大きな借り…!! О:ки на кари…!!) - 214. Отступление…!! (яп. いったん退いて…!! Иттан хи:тэ…!!) - 215. Песочный Гаара (яп. 砂漠の我愛羅 Сабаку но Гаара) - 216. Копьё и щит…!! (яп. 矛と盾…!! Хоку то татэ…!!) - 217. Ради близких (яп. 大切な者の為に Тайсэцу на моно но тамэ ни) |                                                                                   |                                        |                                          |
| Перенёсший операцию и догнавший друзей Рок Ли вступает в бой с Кимимаро, благодаря чему Наруто продолжает преследование Саскэ, уже обретшего новую силу и продолжающего путь к убежищу Оротимару. На помощь сражающимся Кибе, Сикамару и Рок Ли приходят соответственно Канкуро, Тэмари и Гаара, присланные Деревней Песка по просьбе Цунадэ. Наруто догоняет Саскэ в Долине Завершения, где за много лет до этого проходил бой между Мадарой Утихой и Хасирамой Сэндзю. |                                                                                   |                                        |                                          |
| 25 | Итати и Саскэ (яп. 兄と弟 Итати то Сасукэ)                                        | 3 декабря 2004 года ISBN 4-08-873679-2 | Планируется к выпуску                    |
| Персонажи на обложке: Итати Утиха, Саскэ Утиха, Наруто Удзумаки Главы: - 218. Товарищи из Конохи (яп. 木ノ葉の仲間!! Коноха но накама!!) - 219. Будущее и прошлое (яп. 未来と過去 Мирай то како) - 220. Итати и Саскэ (яп. 兄と弟 Итати то Сасукэ) - 221. Недосягаемый (яп. 遠すぎる兄 То:сугиру ани) - 222. Подозреваемый - Итати (яп. イタチの疑惑 Итати но гиваку) - 223. Отец и сын (яп. サスケと父 Сасукэ то тити) - 224. Тот день…!! (яп. その日…!! Соно хи…!!) - 225. Во тьме…!! (яп. 闇の中…!! Ями но нака…!!) - 226. Для друга…!! (яп. 親しき友に…!! Ситасики томо ни…!!) |                                                                                   |                                        |                                          |
| Саскэ вспоминает о его отношениях с братом и родителями, а также о ночи, когда был уничтожен почти весь клан Утиха. Наруто и Саскэ начинают сражение. |                                                                                   |                                        |                                          |
| 26 | Пути расходятся! (яп. 別れの日…!! Вакарэ но хи…!!)                                | 4 февраля 2005 года ISBN 4-08-873770-6 | Планируется к выпуску                    |
| Персонаж на обложке: Наруто Удзумаки под покровом Курамы Главы: - 227. Тидори против Расэнгана (яп. 千鳥VS螺旋丸!!) - 228. Предчувствие Какаси (яп. カカシの予感 Какаси но ёкан) - 229. Связь…!! (яп. 繋がり…!! Цунагари…!!) - 230. Время пробуждения!! (яп. 目醒めの時!! Мэдзамэ но токи!!) - 231. Особая сила!! (яп. 特別な力!! Токубэцу на тикара!!) - 232. Долина Завершения (яп. 終末の谷 Сю:мацу но тани) - 233. Наихудший конец…!! (яп. 最悪の結末…!! Сайаку но кэцумацу…!!) - 234. Пути расходятся…!! (яп. 別れの日…!! Вакарэ но хи…!!) - 235. Миссия провалена…!! (яп. 任務失敗…!! Нимму сиппай…!!) |                                                                                   |                                        |                                          |
| В процессе битвы у Саскэ пробуждается сяринган с тремя томоэ. Утиха побеждает Наруто и отправляется к Оротимару. Преследовавший гэнинов Какаси находит Удзумаки без сознания. Раненых членов команды Сикамару доставляют в Коноху и начинают лечение. |                                                                                   |                                        |                                          |
| 27 | В путь! (яп. 旅立ちの日!! Табидати но хи!!)                                       | 4 апреля 2005 года ISBN 4-08-873791-1  | Планируется к выпуску                    |
| Персонаж на обложке: Саскэ Утиха на второй стадий проклятой печати Оротимару Главы: - 236. Невыполненное обещание (яп. 守れなかった約束 Маморэнакатта якусоку) - 237. Глупец…!! (яп. 馬鹿…!! Бака…!!) - 238. В путь!! (яп. 旅立ちの日!! Табидати но хи!!) - 239. Гайдэн 1: Миссия начинается…!! (яп. 外伝其ノ一:任務開始…!! Гайдэн соно ити: Миссён Сута:то…!!) - 240. Гайдэн 2: Работа в команде!! (яп. 外伝其ノ二:チームワーク!! Гайдэн соно ни : Ти:мува:ку!!) - 241. Гайдэн 3: Настоящий герой!! (яп. 外伝其ノ三:本当の英雄!! Гайдэн соно сан : Хонто но эйю:!!) - 242. Гайдэн 4: Ниндзя-плакса (яп. 外伝其ノ四:泣き虫忍者 Гайдэн соно ён : Накимуси ниндзя) - 243. Гайдэн 5: Подарок (яп. 外伝其ノ五:プレゼント Гайдэн соно го : Пурэдзэнто) - 244. Гайдэн 6: Герои сярингана (яп. 外伝最終話:写輪眼の英雄 Гайдэн овари : Сяринган но эйю:) |                                                                                   |                                        |                                          |
| Узнав о том, что миссия по возвращению Саскэ провалена, Сакура, понимая, что ничем не смогла помочь, просит Цунадэ стать её учителем. Хокагэ соглашается. Дзирайя берёт с собой Наруто на обучение в течение трёх лет. Акацуки на тайном собрании объявляют, что их главная цель — Девятихвостый Лис. Главы с 239 по 244 повествуют о том, как один из главных персонажей произведения, Какаси Хатакэ, заполучил сяринган, один из главных атрибутов мира манги: Команде Четвёртого Хокагэ (Какаси, Обито Утиха, Рин) во время Третьей мировой войны синоби поручают взорвать мост, являющимся важной точкой транспортировки у противников. В честь недавнего присвоения звания дзёнина Какаси, Рин дарит мальчику специальную аптечку, Обито же про подарок вообще забывает. Вынужденные действовать по обстоятельствам Минато и трое молодых ниндзя разделяются. Рин похищают противники — Какаси и Обито их выслеживают. Во время битвы у Утихи пробуждается сяринган, однако он попадает под обвал, устроенный врагами в пещере, где держалась Рин. Обито просит девушку пересадить сяринган из своего левого глаза Какаси (потерявшего глаз в том же бою) в качестве подарка. Рин и Какаси спасаются, однако Обито погибает под валунами. Воссоединившись с Минато, они осуществляют миссию — подрывают мост. |                                                                                   |                                        |                                          |